# Element Skateboards

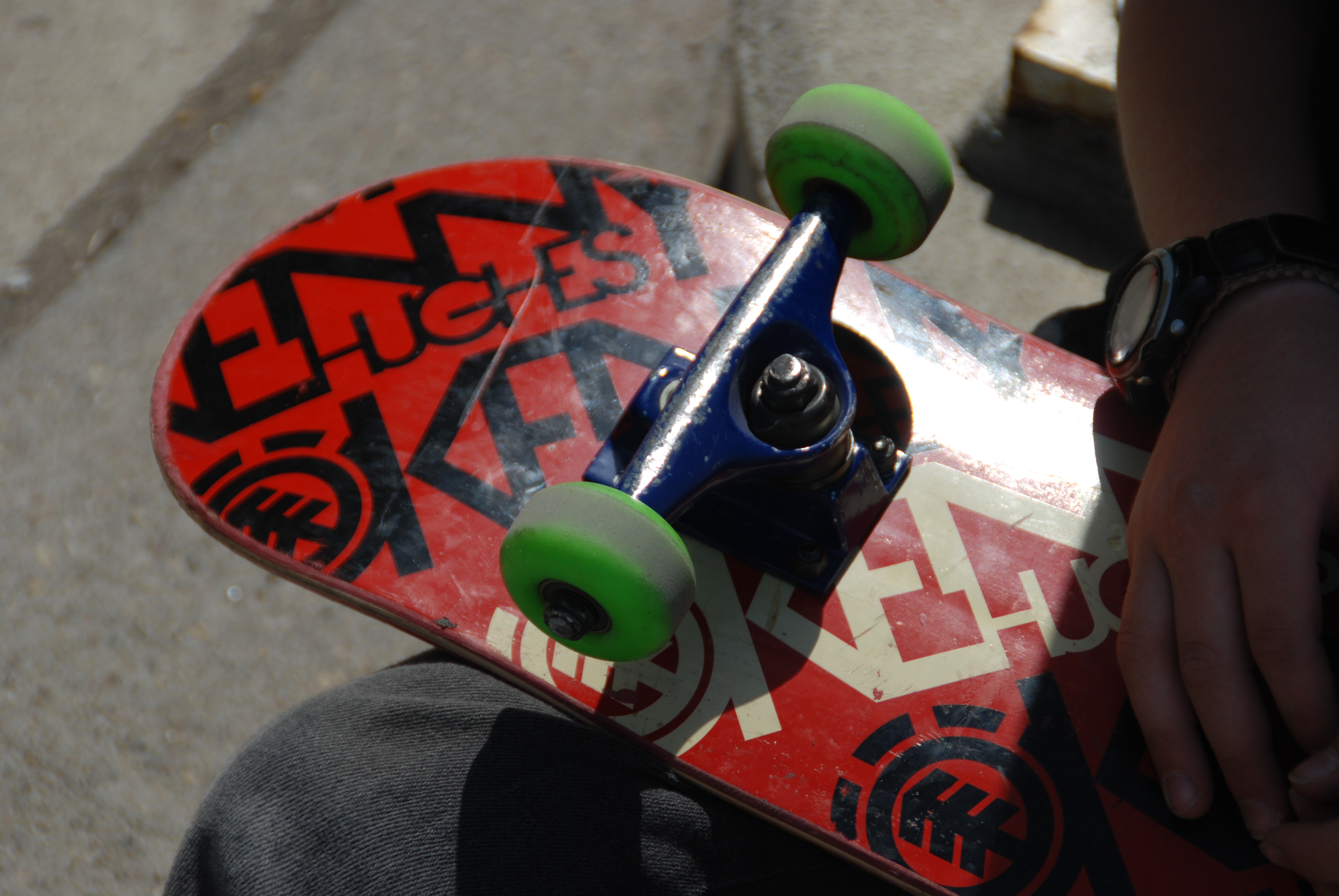
Deskorolka firmy Element Skateboards

Element Skateboards (pierwotna nazwa Underworld Element Skateboards) – firma produkująca deskorolki, z siedzibą w Irvine.
Firma została założona w 1991 roku przez Johnny Schilleriffa, który przejął upadającą firmę o nazwie Underworld Element Skateboards. Wcześniej Johnny Schilleriff był riderem w Underworld Element Skateboards. Po przejęciu Schilleriff skrócił nazwę firmy do Element Skateboards. Firma sponsoruje takich deskorolkowców jak: Nyjah Huston, Bam Margera, Mike Vallely, Brent Atchley, Bucky Lasek, Chad Muska, Chad Tim Tim, Darrell Stanton, Jeremy Wray i Vanessa Torres. Element Skateboards został nazwany przez New York Daily News "wiodącą firmą deskorolkową na świecie".

## Wydane filmy Element
- SkyPager
- Fine Artist
- Third Eye Viev
- World Tour
- Twigs
- Rise-Up
- Elementality Vol.1
- This is my Element
- Make it count